# Gilbert (Sänger)
Gilbert (* 17. November 1959 in Innsbruck; bürgerlich: Gilbert Soukopf) ist ein österreichischer Schlagersänger.

## Biografie
Gilbert wurde in Innsbruck geboren und wuchs in Umhausen im Tiroler Ötztal auf. Mit neun Jahren hatte er seinen ersten Bühnenauftritt und hatte vier Jahre später eine eigene Band. In den 1980er Jahren war er Teil des Schlagerduos Gilbert & George, das europaweit auftrat.
Nach einer Pause kehrte er in den 1990er Jahren als Liedautor für andere Interpreten ins Musikgeschäft zurück, bevor er 1997 sein erstes Soloalbum Gnadenlos aufnahm. Daraus stammt auch sein bekanntestes Lied Du mein kleiner Freund. Ab Mitte der 2000er Jahre nahm an internationalen Musikveranstaltungen wie dem Grand Prix der Volksmusik und dem internationalen Friedens-Song-Contest 2004 in Irland teil.
Nachdem er zuvor schon in Schlager- und Airplaycharts erfolgreich gewesen war, kam Gilbert 2007 mit dem Album Liebe, Laster, Leidenschaft auch erstmals in die offiziellen österreichischen Charts.

## Diskografie
Alben
- Gnadenlos (1997)
- Einsame Wölfe (2000)
- Du mein kleiner Freund (2002)
- Ich bin frei (2004)
- Immer du (2005)
- Liebe, Laster, Leidenschaft (2007)
- Die schönsten Balladen (2007)
- Jetzt erst recht (2009)
- Lady Lay (2010)
- Zeitsprung (2011)
- Hits! (2013)
- Ein Stück vom Himmel (2014)
- Mehr noch (2016)

Singles
- Du mein kleiner Freund (1997)
- Wenn die Nacht die Sterne berührt (2001)
- Immer du (2005)
- Ich bin frei
- Samurai
- Ich schenk Dir meine Freiheit (2006)
- Traumfrau (2006)
- Liebe, Laster, Leidenschaft (2007)
- Lady Lay (19. Mai 2010)
- So bist Du (24. September 2010)
- Weihnachten bin ich bei Dir (5. November 2010)
- 32 Grad im Schatten (25. März 2011)
- Ich wachte auf (20. Juli 2011)
- Freiheit Liebe Hoffnung (23. November 2011)
- Verletzlich (22. Februar 2012)
- 11 1/2 Minuten (27. Juni 2012)
- I will fliag’n (5. Juli 2013)
- Mein schönstes Gedicht (20. November 2015)

## Auszeichnungen
- smago! Award
  - 2014: in der Kategorie „Auf der Überholspur…“